# Carl Linger

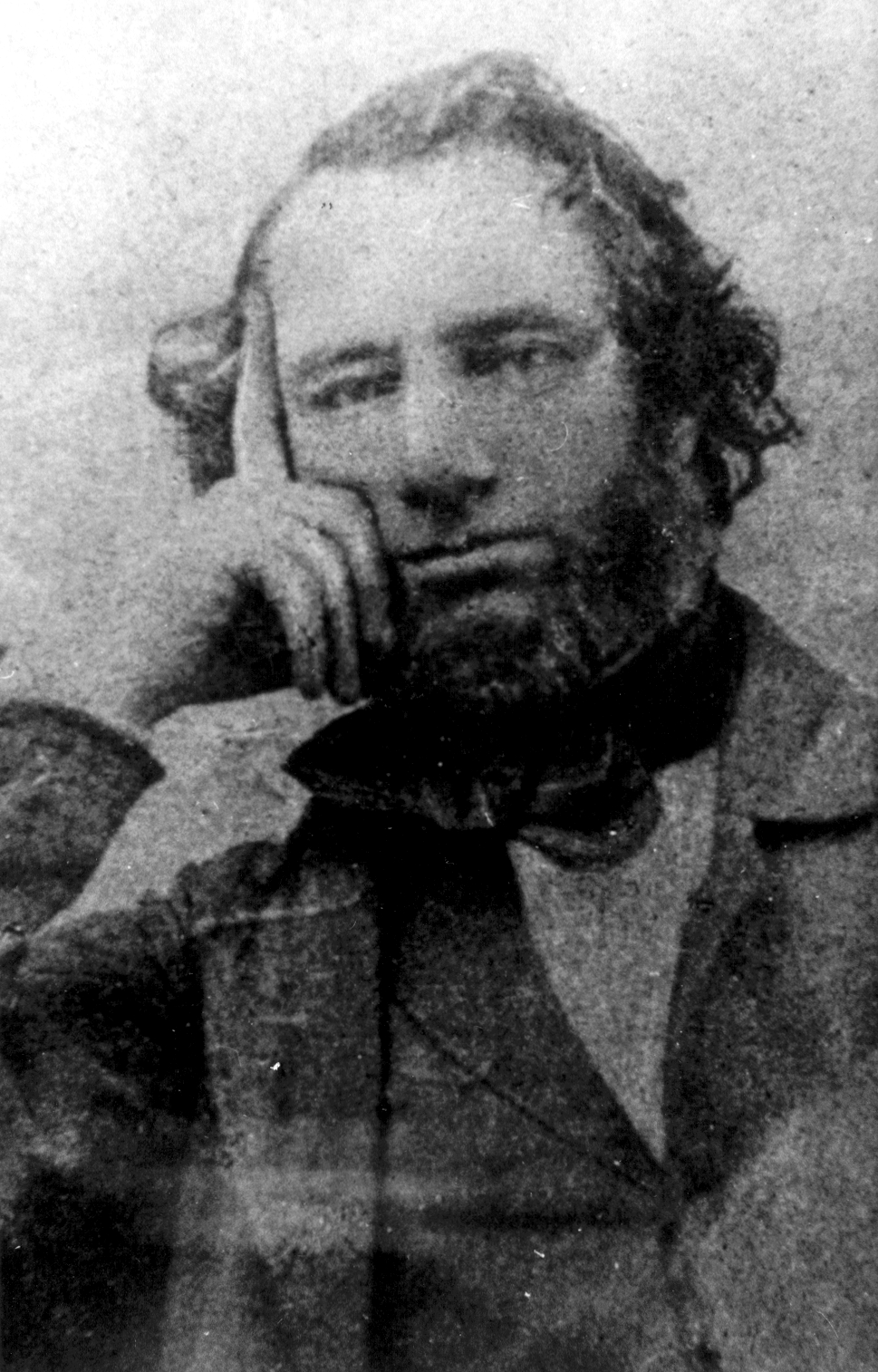
Carl Linger

Carl Ferdinand August Linger (* 15. März 1810 in Berlin, Preußen; † 16. Februar 1862 in Adelaide, South Australia) war ein Musiker und Komponist.
Linger gründete in Adelaide das erste Philharmonieorchester Australiens, die Adelaide Liedertafel und ist durch das Lied „Song of Australia“, dessen Musik er komponierte, in Australien bekannt geworden. Er wird auch als Father of Music in Adelaide (deutsch: Vater der Musik in Adelaide) bezeichnet.

## Leben
Carl Linger war der Sohn eines Graveurs. Er soll bereits im Alter von zwölf Jahren Musikunterricht erteilt haben. Carl Linger studierte Musik bei Carl Gottlieb Reissiger und Bernhard Klein in Berlin und besuchte anschließend italienische Musikschulen in Mailand und Venedig.
Bevor er nach Australien auswanderte, hatte Carl Linger bereits zwei Opern (Der Kampf mit dem Drachen und Alfred der Große), Kirchenmusik, Symphonien, Kantaten und weitere Musikstücke komponiert.
Als seine erste Frau, mit der Klinger eine gemeinsame Tochter hatte, im Jahr 1860 im Alter von 39 Jahren starb, heiratete er Christiane Mathilde Hogrefe. Mit ihr hatte er einen Sohn, Carl Otto August Linger, der 1861 geboren wurde.

## Auswanderung
In der Zeit der Deutschen Revolution 1848/1849 kam es auch in Berlin zu Unruhen und Aufständen, in denen sich zahlreiche Personen gegen die Obrigkeit gewendet hatten und erfahren mussten, dass keine Änderung der Verhältnisse erfolgte. So erhofften sich viele von ihnen durch eine Auswanderung nach Australien mehr Demokratie sowie ein liberales und friedliches Zusammenleben. Carl Linger war einer der Gründer einer Auswanderergesellschaft in Berlin, darunter war auch Moritz Richard Schomburgk (1811–1891). Diese Gesellschaft charterte das Schiff Prinzessin Luise. Dieses Schiff legte am 26. März 1849 in Hamburg nach Australien ab. An Bord waren vor allem zahlreiche, hochgebildete Personen mit ihren Familien aus Preußen. Auf dem Schiff befanden sich neben Carl Klinger und seiner Frau Wilhelmine weitere Auswanderer, die für die Entwicklung Australiens von Bedeutung waren. Es waren dies Otto (1810–1880) und Moritz Richard Schomburgk, beide Naturforscher, Carl Mücke, ein Pastor und Bildungspolitiker (1815–1898), Friedrich von Lindrum (1828–1880), ein Winzer, Billardspieler und der erste Hersteller von Billardtischen in Australien, Friedrich Bühring, ein Bronzegießer, und Marianne von Kreusler (1811–1892), eine Naturhistorikerin. Auf dieser Seereise kam Carl Lingers erste Tochter zur Welt.

### Landwirt
Die Prinzessin Luise erreichte am 7. August 1849 Port Adelaide. Bereits am 30. August stellte Carl Linger einen Antrag auf Einwanderung, dem am 1. September stattgegeben wurde.
Zunächst versuchte Linger, seinen Unterhalt und den seiner Familie mit Musikunterricht zu verdienen. Diesem Vorhaben war kein Glück beschieden. Daraufhin erwarb er 64 Hektar Land bei Munno Para, 29 Kilometer von Adelaide entfernt. Dort hatte Linger mit vielen Schwierigkeiten zu kämpfen: Dieses Land war nur zu einem geringen Teil gerodet. Der Boden war für die Landwirtschaft zwar geeignet, aber die zwei Quellen lieferten kein geeignetes Wasser zum Betreiben einer erfolgreichen Landwirtschaft. Linger war engagiert, er ließ ein Wohnhaus bauen, fällte Bäume, grub den Boden um und pflügte, pflanzte Kartoffeln und verbesserte den Boden. Er hatte einen Partner, der, wie sich herausstellte, arbeitsscheu war. Als sein Erspartes zu Ende ging, verschuldete sich Linger. Schließlich trennte er sich von seinem Partner, übernahm die Hälfte des Landes, das Haus, Arbeitsgerätschaften wie auch den größten Teil der Schulden. Im Januar und Februar 1850 umzäunte Linger seine ihm verbliebenen 32 Hektar Land. Die Pfähle, die er für den Zaun benötigte, stellte er aus Bäumen her, die er selbst gefällt hatte. Er kaufte Kühe und Kälber, Schweine und Hühner und erzeugte Butter, Käse und Eier, die er verkaufte. Es gab laufend Schwierigkeiten mit seinen Nachbarn, die sich auf die Seite seines früheren Partners stellten, ihn schikanierten und mit gerichtlichen Klagen drohten. Als schließlich auch noch seine beste Milchkuh einging, gab er auf. Seine Frau, das harte Leben auf dem Land nicht gewohnt, war gesundheitlich angegriffen. Ihr gemeinsames Kind war krank, und Linger konnte sich keinen Arzt leisten. Linger hatte 18 Monate lang körperlich hart gearbeitet und sah in der Landwirtschaft keine Perspektive mehr. Er ging nach Adelaide und ließ seine Familie und den Bruder seiner Frau, Hermann Komoll, auf Munno Para zurück. Als er in Adelaide ankam, besaß er lediglich zwei Shillings.

### Musiklehrer, Musiker, Komponist
Drei Tage nach seiner Ankunft in Adelaide gab er sein erstes öffentliches Konzert in Adelaide. Bei seinem ersten Auftritt sang er, denn er konnte mit den Schwielen an seinen Händen kein Instrument spielen. Er stimmte Klaviere, verkaufte gedruckte Musikstücke und erhielt Einladungen, auf denen er Tanzmusik spielte. Bereits nach drei Wochen konnte er seine Familie nach Adelaide holen und war in der Lage einen Teil seiner Schulden zu begleichen. In der Stadt wurde er bekannt, und wohlhabende Familien beschäftigten ihn als Musiklehrer. Sein Land verkaufte er, und bereits 1852 konnte er alle Schulden tilgen. Jetzt konnte Linger auf North Terrace in Adelaide ein Anwesen für seine Familie erwerben. Zwei Monate nach ihrer Ankunft kam seine Frau wieder zu Kräften, und er ermöglichte ihr eine Kur am Meer. Nun war er in der Lage, eigene Musikinstrumente zu erwerben.
Seine Kompositionen von Psalm 93 und die Hymne Gloria erschienen im Jahr 1855 in gedruckter Form, und sein erster Konzertauftritt erfolgte 1856. Er gründete Adelaides erstes Philharmonieorchester, und im Jahr 1859 führte er das Oratorium Messiah von Georg Friedrich Händel auf. Er war an der Gründung der Adelaider Liedertafel maßgeblich beteiligt, die bis heute (2017) existiert. Er pflegte intensive Kontakte zu dem Missionar und Gründer der Australisch-Lutherischen Kirche Gotthard Daniel Fritzsche (1797–1863). Linger trat häufig mit der Solosängerin Christiane Cranz auf, zu der er nach dem Tod seiner Frau vermutlich eine Beziehung unterhielt. Der Tod seiner Frau hatte ihn stark geschwächt, und er bat Christiane Cranz, seine Tochter zu seiner Mutter nach Deutschland zu bringen.

## Song of Australia

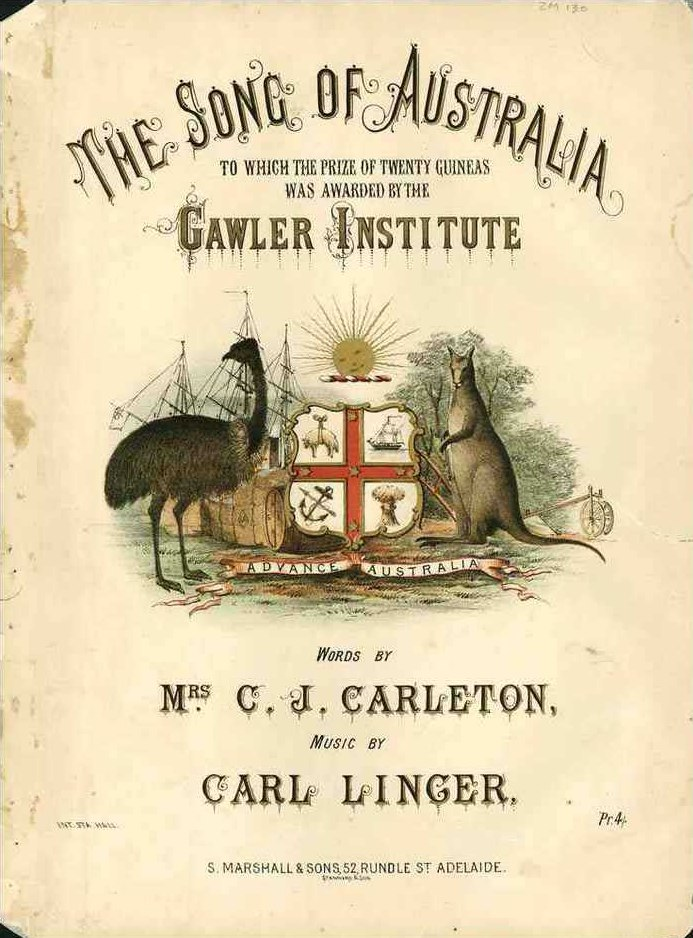
Deckblatt der Druckausgabe des Songs of Australia

Überaus bekannt in Australien wurde der von ihm komponierte „Song of Australia“ in fünf Versen, die von Caroline Charleton (1820–1874) stammen. Dieses Lied wurde erstmals am 12. Dezember 1859 in einem Wettbewerb des Gawler-Instituts aufgeführt. Das Lied siegte in dem Wettbewerb, der mit einem beträchtlichen Geldpreis dotiert war. Dieses Lied wurde und wird in South Australia oft gesungen. Allerdings galten damals God Save the Queen oder Advance Australia Fair als Nationalhymnen.

## Ehrungen
Auf dem Friedhof von West Terrace in Adelaide wurde, auf Veranlassung eines German-Australian Centenary Committees, am 17. Juni 1936 ein Gedenkstein aufgestellt. Zur feierlichen Enthüllung kamen der Premierminister von South Australia und etwa 1000 Personen. Auf dem ca. 2,40 Meter hohen Monument aus Sandstein war, neben weiteren Bronzetafeln, eine Tafel mit einem Hakenkreuz und dem Schriftzug „Der Oberbürgermeister der Stadt Berlin“ befestigt. Nach der Enthüllung des Gedenksteins durch den Premierminister sangen die Anwesenden den „Song of Australia“.
Der „Song of Australia“ stand im Jahr 1977, neben weiteren drei Liedern, in einer Volksabstimmung zum beliebtesten Lied Australiens zur Wahl. „Song of Australia“ kam auf den vierten Platz. Die Abstimmung gewann Advance Australia Fair. Dieses Lied wurde am 19. April 1984 vom australischen Generalgouverneur Sir Ninian Martin Stephen zur australischen Nationalhymne proklamiert.

## Liedgut
Von Carl Linger sind folgende Lieder bekannt:
- Muttertändelei (Text: Gottfried August Bürger 1747–1794)
- Schweizerlied (Text: Johann Wolfgang von Goethe 1749–1832)
- Amen oder wenn ich in Bettchen steige (Karoline)
- Herbstlied (Text: Ludwig Tieck 1773–1853)
- Endliche Karoline
- Mailied (Text: Johann Wolfgang von Goethe)

Von den nachfolgenden Liedern gibt es auch entsprechende Texte in englischer Sprache:
- Wenn Still mit seinen letzten Flammen (Text: Franz Emanuel August Geibel 1815–1884)[1]
- In der Ferne (Text: Gustav Hermann Kletke 1813–1886)
- Mein Herz und deine Stimme (Text: August von Platen-Hallermünde 1796–1835)
- In der Ferne (Text: Robert Eduard Prutz 1816–1872)
- Ich kannte nur des Lebens Schmerzen. (unbekannt)[1]